# Jean-Daniel Cadinot
Jean-Daniel Cadinot (París, 10 de febrero de 1944– 23 de abril de 2008) director y productor francés de películas pornográficas gays. Fallecido el 23 de abril de 2008 a causa de un ataque cardíaco, según informó su sitio oficial, a la edad de 64 años. Dio su nombre a uno de los primeros estudios del género en Francia y de los más conocidos del país.

## Biografía
Cadinot nació en 1944, durante la Segunda Guerra Mundial , en la París ocupada por Alemania, al pie de la colina de Montmartre en el barrio de Batignolles. Sus padres eran sastres. Refiriéndose a la profesión de sus padres, Cadinot comentó con ironía que, mientras sus padres vestían a los hombres, él ganó su fama desnudándolos.
Cadinot descubrió su homosexualidad a la edad de 12 años. Siendo un adolescente esperaba hacerse pintor y, debido a la oposición paterna , se escapó de su hogar a la edad de 17 años. 
Al principio de los años '60, estudió en l'École des Arts et Métiers y en l'École Nationale de Photographie. Comenzó su carrera profesional en los estudios Valois, donde dirigió películas pedagógicas y tradicionales para el público de habla francesa.

### Fotógrafo
Jean-Daniel Cadinot empezó su carrera como fotógrafo. (nota complementaría del interesado:) A los 19 años, realicé, como independiente, retratos a actores jóvenes de la época, algunos de los cuales hoy son estrellas, tales como Nathalie Baye, Alain Chamfort, Jean Le Poulain, incluso Zizi Jeanmaire para la revista U.S After Dark, de la cual yo era el corresponsal en París y luego colaboraciones con revistas alemanas como Him et Du Und Ich, la revista de Claude François Podium, In, Olympe et Hommes ediciones S.A.N , así como colaboraciones epistolares con Gai Pied.
Con sus desnudos de escritores (Yves Navarre) y de cantantes (Patrick Juvet y Pascal Auriat), Cadinot logró su talento como fotógrafo. Luego comenzó a vender sus fotografías de desnudos y homoerotismo y finalmente se puso a dirigir películas desde 1980. Antes de comenzar a dirigir, había editado 17 álbumes de fotos, de los que se han vendido más de 250.000 ejemplares en todo el mundo.

En octubre de 2023, Editions Hors-Champ publicó un libro de más de cien fotografías en blanco y negro y en color tomadas por Jean-Daniel Cadinot entre 1970 y 2005. El proyecto editorial se articula en torno a una nota biográfica bilingüe (francés-inglés), ilustrada también con documentos de los archivos familiares.https://editions-hors-champ.fr/produit/jean-daniel-cadinot/

### Realizador de filmes
Con su propia empresa, French Art (El arte francés), Cadinot realizó su primera película, Tendres adolescents. Luego de esto realizó varios filmes de 16 milímetros para su propia compañía. Desde su primera película se caracterizó por realizarlas con un tema específico, como por ejemplo una excursión de chicos exploradores, la vida en un internado o un viaje a Venecia.

## Filmografía
| - Tendres Adolescents (1980) - Stop (1980) - Hommes De Chantier (1980) - Garçons De Rêves (1981) - Les Hommes préfèrent les Hommes (1981) - Scouts (1981) - Aime... Comme Minet (1982) - Garçons De Plage (1982) - Sacré Collège (1983) - Age Tendre et Sexes Droits (1983) - Charmants Cousins (1983) - Harem (1984) - Le Jeu De Pistes (1984) - Les Minets Sauvages (1984) - Stop Surprise (1984) - Classe De Neige (1985) - Top Models (1985) - Le Voyage A Venise (1986) - L'Amour Jaloux (1986) - Le Garçon Près De La Piscine (1986) - Sous Le Signe De L'Etalon (1986) - Deuxième Sous-sol (1987) - Escalier de Service (1987) - Chaleurs (1987) - Pension Complète (1988) - Séance Particulière (1988) - La Main Au Feu (1989) - Crash Toujours (1989) - Le Désir En Ballade (1989) - Le Coursier (1990) - Service Actif génial(1990) - Service Actif II (1991) - Gamins De Paris (1992) - La Maison Bleue (1992) - Tequila (1993) - Corps D'Elite (1993) - L'Expérience Inédite (1993) - Maurice Et Les Garçons (1994) - Les Minets De L'Info (1994) - Musée Hom (1994) - Paradisio Inferno (1994) - Garçons D'Etage (1995) - Garçons D'Etage II (1996) - Coup De Soleil (1996) - Désirs Volés (1996) - Pressbook (1996) - L'Insatiable (1997) - Techno Boys (1997) - État D'Urgence (1998) - Macadam (1998) - Sortie De Secours (1998) - Squat (1999) - Safari City (1999) - S.O.S. (1999) - C'est La Vie (2000) - Double En Jeu (2000) - Sans Limite (2000) - Cours Privés (2002) - Mon Ami, Mes Amants (2002) - Crescendo (2003) - Secrets de Famille (2004) - Hammam (2004) - Nomades 1 Bazaar Hotel (2005) - Plaisirs D'Orient (2005) - Les Portes du Desir (2006) - Princes Pervers ( 2006) - Tentations de Sodome ( 2007) - Parfums Erotiques (2007) - Trésors secrets (2007) - Duos de Choc (2008) - Subversion (sortie prévue en 2008) |